# Zbigniew Tłok-Kosowski
Zbigniew Tłok-Kosowski (ur. 26 marca 1960 w Wadowicach) – generał dywizji Wojska Polskiego.

## Życiorys
W latach 1980–1985 studiował w Akademii Rolniczej w Krakowie, po jej ukończeniu przez rok był podchorążym Szkoły Podchorążych Rezerwy; w 2003 był ponadto słuchaczem Podyplomowych Studiów Strategiczno-Obronnych w Akademii Obrony Narodowej 2003.
Zawodową służbę wojskową rozpoczął w 1987 jako szef służby samochodowej w 26 Dywizjonie Artylerii Przeciwlotniczej 6 Brygady Desantowo-Szturmowej im. gen. bryg. Stanisława Sosabowskiego, następnie był oficerem Brygady. 
W latach 1993–1995 był oficerem służby transportowo - remontowej w siłach pokojowych UNDOF na Wzgórzach Golan. Po powrocie z misji brał udział w organizowanych w Czechach ćwiczeniach „Cooperative Challenge 95”.
W latach 1996−1997 zajmował stanowisko szefa logistyki – zastępcy dowódcy batalionu w Polskim Kontyngencie Wojskowym IFOR/SFOR w Bośni i Hercegowinie. Po powrocie z misji brał udział w organizowanych w 1999 we Włoszech ćwiczeniach sił natychmiastowego reagowania „Adventure Exchange”, w kolejnym roku - w organizowanych w Niemczech korpuśnych ćwiczeniach „Constant Harmony”.
Od czerwca 1999 do września 2000 był szefem sekcji logistyki w Polskiej Jednostce Wojskowej KFOR w Kosowie. W 2001 został szefem logistyki Jednostki Wojskowej Nr 2305 „GROM”, w jednostce tej na kolejnych stanowiskach uczestniczył w przygotowaniu do udziału w misjach stabilizacyjnych: w Kosowie i Macedonii, Afganistanie, Zatoce Perskiej oraz w Iraku.
W 2006 został radcą koordynatorem dyrektora Departamentu Systemów Obronnych BBN, rok później dyrektorem Departamentu Systemów Obronnych Biura Bezpieczeństwa Narodowego, Kolejne zajmowane stanowisko to szef Inspektoratu Wsparcia Sił Zbrojnych, na które mianowany był dwukrotnie: w 2007 i 2010.
30 sierpnia 2013 odszedł z tego stanowiska do rezerwy, pożegnany przez szefa Sztabu Generalnego WP gen. broni Mieczysława Gocuła.

## Awanse
- generał brygady – 15 sierpnia 2007[4]
- generał dywizji – 15 listopada 2007[5]

## Odznaczenia
- Złoty Krzyż Zasługi – 1999[6]
- Wojskowy Krzyż Zasługi – 2012[7][8]
- Złoty Medal "Siły Zbrojne w Służbie Ojczyzny"
- Złoty Medal "Za zasługi dla obronności kraju"
- Odznaka Skoczka Spadochronowego Wojsk Powietrznodesantowych
- Odznaka GROM
- Odznaka pamiątkowa 6 BDSz
- Odznaka pamiątkowa IWsp SZ
- Medal "Milito Pro Christo" – 2011[9]
- Odznaka Honorowa im. gen. dra prawa Viktora Spěváčka – Czechy, 2013[10][11]
- Medal ONZ za misję UNDOF
- Medal NATO za misję SFOR
- Medal NATO za misję KFOR